# فرودگاه بین‌المللی لووف دانیلو هالیتسکی
فرودگاه بین‌المللی لووف دانیلو هالیتسکی (به اوکراینی: Міжнародний аеропорт «Львів» імені Данила Галицького) یک فرودگاه همگانی مسافربری با کد یاتا LWO است که یک باند فرود آسفالت دارد و طول باند آن ۲۵۱۰ متر است. این فرودگاه در شهر لووف کشور اوکراین قرار دارد و در ارتفاع ۳۲۶ متری از سطح دریا واقع شده‌است.

## شرکت‌های هواپیمایی و مقصدهای پروازی
| شرکت‌های هواپیمایی                             | مقصدهای پروازی |
| --------------------------------------------- | --- |
| AtlasGlobal Ukraine                           | آتاترک |
| آسترین ایرلاینز                               | وین |
| آذربایجان ایرلاینز                            | حیدر علی‌اف |
| Azur Air Ukraine                              | چارتر فصلی: آنتالیا، دالامان، غردقه، شرم‌الشیخ                                                                                             |
| بلاویا                                        | مینسک |
| براوو ایرویز                                  | چارتر فصلی: دالامان، منستیر – حبیب بورقیبه                                                                                                |
| دنیپرواویا                                    | دنیپروپتروفسک، بوریسپیل چارتر فصلی: پولا، مادر ترزای تیرانا                                                                               |
| الین‌ایر                                       | فصلی: سالونیک |
| لوت پولیش ایرلاینز                            | ایگناسی یان پادرفسکی بیدگوشچ، پوزنان-لاویکا، شوپن ورشو                                                                                    |
| لوفت‌هانزا رجینال اجرا توسط لوفت‌هانزا سیتی‌لاین | مونیخ |
| موتور سیچ ایرلاینز                            | کیف ژولیانی |
| پگاسوس ایرلاینز                               | صبیحه گوکچن |
| SprintAir                                     | رادوم-سادکوف |
| ترکیش ایرلاینز                                | آتاترک |
| هواپیمایی بین‌المللی اوکراین                   | بوریسپیل، لئوناردو دا وینچی-فیومیچینو، بن گوریون، ویلنیوس فصلی: بلوونی گوگلیلمو مارکونی، مادرید-باراخاس چارتر فصلی: آنتالیا، غردقه، تیوات |
| Windrose Airlines                             | فصلی: برشا چارتر فصلی: آنتالیا، غردقه |
| ویز ایر                                       | برلین شونفلد، وروتسواف کوپرنیکوس |